# Кунцевський цвинтар
Ку́нцевський цвинтар (рос. Кунцевское кладбище) — один зі старих некрополів Москви, розташований на заході столиці, у Можайському районі Західного адміністративного округу Москви, за адресою: вулиця Рябинова, 20. Є філією Новодівочого цвинтаря. Поділяється на Старе і Нове Площа становить близько 13 га.

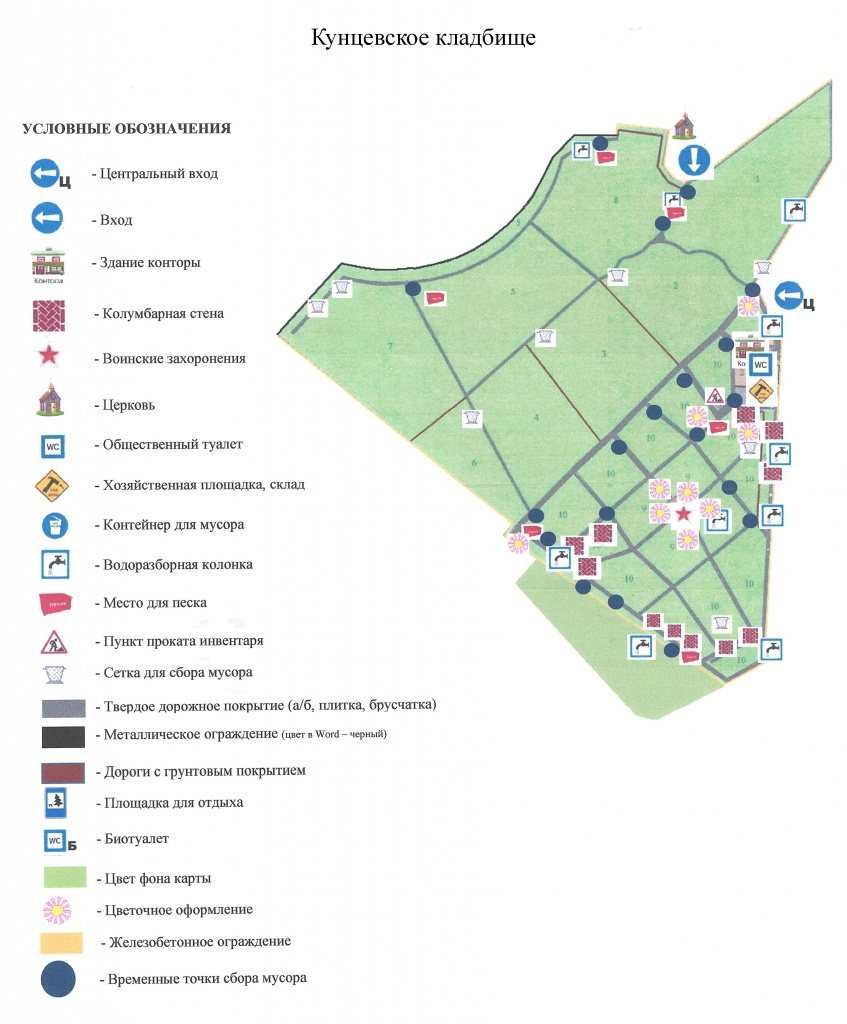
Схема Кунцевського цвинтаря (2018)

Цвинтар виник наприкінці XVII століття, як некрополь села Спаського на Сетуні і до 1920-х років XX століття мало назву Сетуньським. На його території розташований Храм Спаса Нерукотворного Образу на Сетуні.

## Відомі особистості, які поховані на цвинтарі
- Авдєєв Михайло Васильович —  генерал-майор авіації, Герой Радянського Союзу
- Андрющенко Володимир Кузьмович — Герой Радянського Союзу
- Арбузов Олексій Миколайович — російський радянський драматург, режисер, актор.
- Арнштам Лев Оскарович —  радянський режисер, сценарист, художній керівник фільмів
- Асадов Едуард Аркадійович — поет
- Браунштейн Олександр Овсійович — український та російський біохімік, академік АН СРСР та АМН СРСР
- Бубеннов Михайло Семенович — російський письменник
- Олександр Вокач — актор
- Гайдай Леонід Іович —  режисер
- Гуляєв Володимир Леонідович (1924—1997) — радянський і російський актор, Заслужений артист РРФСР (1976)
- Дворжецький Владислав Вацлавович — актор
- Жарковський Євген Еммануїлович — радянський композитор
- Ліфшиць Ілля Михайлович (31 грудня 1916 (13 січня 1917), Харків — †23 жовтня 1982, Москва) — радянський фізик-теоретик, автор фундаментальних праць з фізики твердого тіла, фізики низьких температур, квантової механіки і квантової статистики (СРСР). Академік АН СРСР (1970) та АН УРСР (1967)
- Трохим Лисенко
- Георгій Маленков — радянський державний і партійний діяч
- Марцинкевич Максим Сергійович — громадський діяч
- Рамон Меркадер — вбивця Льва Троцького
- Мандельштам Надія Яківна —  письменниця, дружина Осипа Мандельштама
- Мордюкова Нонна Вікторівна — акторка
- Ілля Набатов — актор
- Носов Микола Миколайович —  письменник
- Павлов Віктор Павлович —  актор
- Птичкін Євген Миколайович — композитор
- Стадничук Микола Михайлович — Герой Радянського Союзу
- Стриженов Гліб Олександрович — актор театру та кіно
- Кім Філбі — розвідник
- Харламов Валерій Борисович (1948—1981) — радянський хокеїст
- Чаковський Олександр Борисович (1913—1994) — радянський письменник
- Чулюкін Юрій Степанович (1929—1987) — режисер
- Шепітько Лариса Юхимівна —  кінорежисер
- Щипачов Степан Петрович (1899—1979) — російський поет